# Amtsgericht Ostrowo
Das Amtsgericht Ostrowo war ein preußisches Amtsgericht mit Sitz in Ostrowo (Provinz Posen).

## Geschichte
Das königlich preußische Amtsgericht Ostrowo wurde mit Wirkung zum 1. Oktober 1879 als eines von acht Amtsgerichten im Bezirk des Landgerichtes Ostrowo im Bezirk des Oberlandesgerichtes Posen gebildet. Der Sitz des Gerichtes war   Ostrowo. Sein Gerichtsbezirk umfasste den Kreis Adelnau ohne die Teile, die dem Amtsgericht Adelnau zugeordnet waren. Am Gericht bestanden 1880 fünf Richterstellen. Das Amtsgericht war damit ein großes Amtsgericht im Landgerichtsbezirk. Der Amtsgerichtsbezirk kam aufgrund des Versailler Vertrages 1919 zu Polen, und das Amtsgericht stellte seine Arbeit ein. An seine Stelle trat das polnische Sąd Powiatowy w Ostrowie Poznańskim. Im Jahre 1939 wurde Polen deutsch besetzt. Im Rahmen der Neuorganisation der Gerichte in Ostdeutschland und im ehemaligen Polen wurden das Amtsgericht Ostrowo neu gebildet und erneut dem Landgericht Ostrowo zugeordnet.
Im Jahre 1945 wurde der Amtsgerichtsbezirk unter polnische Verwaltung gestellt, und die deutschen Einwohner wurden vertrieben. Damit endete auch die Geschichte des Amtsgerichtes Ostrowo. Unter polnischer Verwaltung entstand das Sąd Rejonowy w Ostrowie Wielkopolskim (1950–1975: Sąd Powiatowy w Ostrowie Wielkopolskim).